# Erosida delia
Erosida delia är en skalbaggsart som beskrevs av Thomson 1860. Erosida delia ingår i släktet Erosida och familjen långhorningar.
Artens utbredningsområde är Venezuela. Inga underarter finns listade i Catalogue of Life.